# 고노에 야스코

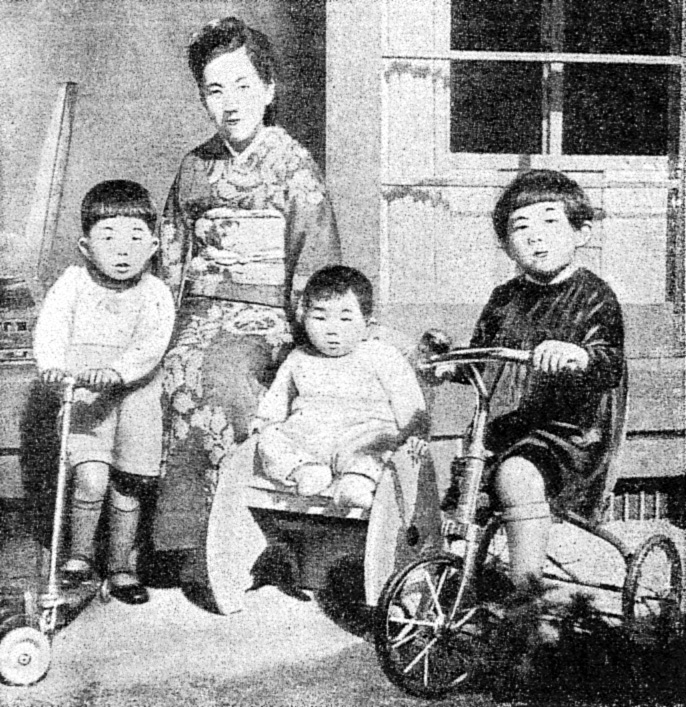

고노에 야스코(일본어: 近衞甯子, 1944년 4월 26일 ~ )는 일본의 옛 황족으로서 미카사노미야 다카히토 친왕과 친왕비 유리코 사이에 태어난 장녀이다. 혼인 전의 이름은 야스코 내친왕(甯子内親王). 남편은 일본 적십자사의 사장 고노에 다다테루이다.
어인(御印)은 녹나무, 훈등은 훈일등이다. 학위는 가쿠슈인 대학 문학사.